# Образование в Древния Изток
Културата на източните страни е най-ранната в историята на човешката цивилизация. Дълго време е подценявана за сметка на гръцката и римската. Изследванията показват, че постиженията на източната култура са пренесени в Древна Гърция и Рим. Най-древните робовладелски държави са Месопотамия, Египет, Сирия, Палестина, Асирия, Персия, Индия и Китай.
Децата на робовладелската аристокрация, на социално привилегированите, получават монопол над умственото възпитание и образование. Те се подготвят за духовна дейност, за умствен труд, за управление на държавата. Обратно, децата на робите са лишени от духовна култура. Те се подготвят за труд и за нуждите на господстващата класа. Държавата организира специални образователно-възпитателни системи за своите деца. До тази система нямат достъп децата на робите и нисшите социални групи. Децата на робовладелците се възпитават в презрение към физическия труд и робите, а децата на робите се възпитават в презрение към богатите. Създадената педагогическа теория в робовладелското общество е предназначена само за децата на робовладелците.
Предпоставки:
- класова диференциация на обществото, което позволява на освободената от труд господстваща класа да се посвети на духовни занимания
- поява на държавата – подготовка на кадри за държавните институции
- поява на писмеността – първите училища за изучаване на четене и писане
- поява на науките – съставяне на учебното съдържание

## Египет
Най-напред възпитание в семейството. Родителите са задължени да обучат в своя занаят децата си. Така възникват потомствени занаятчии.
Училища:
- жречески училища – учителите са жреци. Тези училища са общообразователни. Учат се децата на фараона, на съдии, изобщо привилегировани слоеве. Изучава се четене, писане и всички науки от това време – астрономия, геометрия, математика, архитектура, медицина, философия, изкуство.
- училища за писари – (скриби) – постъпват деца от не знатен произход, включително роби, овладяли четене и писане и се подготвят за служители в домовете на робовладелците. Овладяват т. нар. йератика – бързописно писмо, което се използва за делова кореспонденция и за административни нужди. Пише се на папирус с мастило, правят се диктовки. Дисциплината в тези училища е сурова.
- училище „дом на живота“ – висше училище за писари, но на знатни родители.
- училища при големите държавни учреждения – подготвят за чиновници
- висши училища за децата на жреци и държавни служители

## Персия
Около 1300 г. пр.н.е. реформаторът Зороастър създава религиозните представи на персите и ги фиксира в 21 книги наречени Зенд авеста – реформа и закон. Връзката на възпитанието и образованието с религията е безспорна.
Възпитанието се осъществява най-напред в семейството. Според „Зенд авеста“ до 5-годишна възраст родителите не учат детето на нищо. До 8 г. възраст детето не трябва да бъде бито, освен в краен случай. От децата се изисква безусловно подчинение. След 6-годишна възраст децата влизат в държавни училища. Създават се първите държавни училища, даващи държавно-гражданско възпитание и се наричат „училища на справедливостта“. Възпитават се качества на правдивост, самообладание, формират се умения за четене, писане, математика. Овладяват се стрелба с лък, езда, бой с мечове, хвърляне на копие. Възприема се религиозния култ с помощта на жреци. Възпитанието привършва на 15-годишна възраст. За децата на аристокрацията възпитанието е различно. Синът на царя е обект на особени грижи. От 7 г. възраст се учи да язди и ловува. От 11-годишна възраст се поверява в ръцете на царските педагози – най-мъдрия, най-справедливия, най-умерения, най-храбрия.

## Индия
Обществото в страната се дели на касти и това пряко се отразява на образованието. Кастите са 4:
- Брамини – жреци и раджи. Това е господстващата класа. Хората от тази каста стават управници, съдии, лекари.
- кшатрии – военни. Защитават държавата, поддържат реда.
- вайши – занаятчии, земеделци, търговци, дребни собственици. Задължени са да произвеждат всичко за поддържане на първите две касти.
- шудри – безправни парии.

Образованието и възпитанието се диференцират с оглед изпълнението на социалните роли. Преминаването от една каста в друга е невъзможно. Най-напред възпитание в семейството и в зависимост от кастовата принадлежност на родителите. След това децата от горните касти започват училище. Учителите са жреци. Съществуват и висши училища за първата каста – частни и обществени. Частните имат характер на школи и учениците живеят в дома на учителя. Обществените висши училища имат срок на обучение 8 години. През първите 5 години учениците са слушатели, а в следващите пишат съчинения, защитават тези. Учителите са на голяма почит, защото са от първата каста и се смятат за особено висши душѝ. Жените не получават никакво образование. При раждане на момиче майката се проклина. Определено образование получават само публичните танцьорки – баядерки.
Високо развитие получават науките, най-вече математика. Индусите са създали днешните цифри известни като арабски, защото са пренесени от араби в Европа. Въвеждат числото нула, дробите, процентите, отрицателни числа, квадратен корен, преди Питагор знаят теоремата му. Развитие търпят изкуството и архитектурата – великолепни дворци, храмове, статуи, резба.

## Китай
Възпитателният идеал в древен Китай е „покорният син и добрият гражданин“. Държавата се разглежда като голямо семейство. Императорът е баща на държавата-семейство. Смята се, че държавата ще бъда добре уредена, ако добре уредени са семействата. От децата се изисква послушание. Възпитанието в семейството се осъществява и чрез култ към предците. Ако дете обиди родител му се налага наказание не само от родителя, но и от мандарина. Ако син убие родител, престъпника се разкъсва, къщата се изгаря, а всички чиновници на провинцията се уволняват.
Училища:
- елементарни – помещават се в храмовете, в домовете на образовани учители. Изучава се четене и писане без математика.
- висши – изучават се съчиненията на старите китайски мислители и коментарите върху тях. Младите хора се упражняват в писане на съчинения. Висшите училища са обществени и държавни. Първите се издържат от богати сановници, а държавните от правителството.

Изпитна система – 4 кръга:
- 1 кръг провежда се на 3 години във всеки областен град в големи зали. Продължава от 18 до 24 часа. От явилите се го издържа 1 на 20 кандидати. Успелите получават звание „цветущи таланти“.
- 2 кръг – провежда се на 3 години в главните градове на провинциите. По труден е и продължава 3 дни. Полагат го успешно 1 на 100 кандидати. Получават звание „признат учен“
- 3 кръг – провежда се на 3 години и продължава 13 дни. Успелите получават звание „вписан в списъка на учените“.
- 4 кръг – провежда се на 3 години в императорския дворец. Издържалите получават звание „член на императорската академия“. Вземат участие в управлението на държавата.

До изпити се допускат всички за неограничен брой пъти. Целта е извличане на интелектите и поставянето им в служба на науката и управление на държавата. В Китай се появяват учени философи, които се занимават с проблемите на образованието и възпитанието. Първият е Чу-хи, а голям теоретик на семейното възпитание е Конфуций(Кунг-фу-тзи).